# Der Tod und das Mädchen

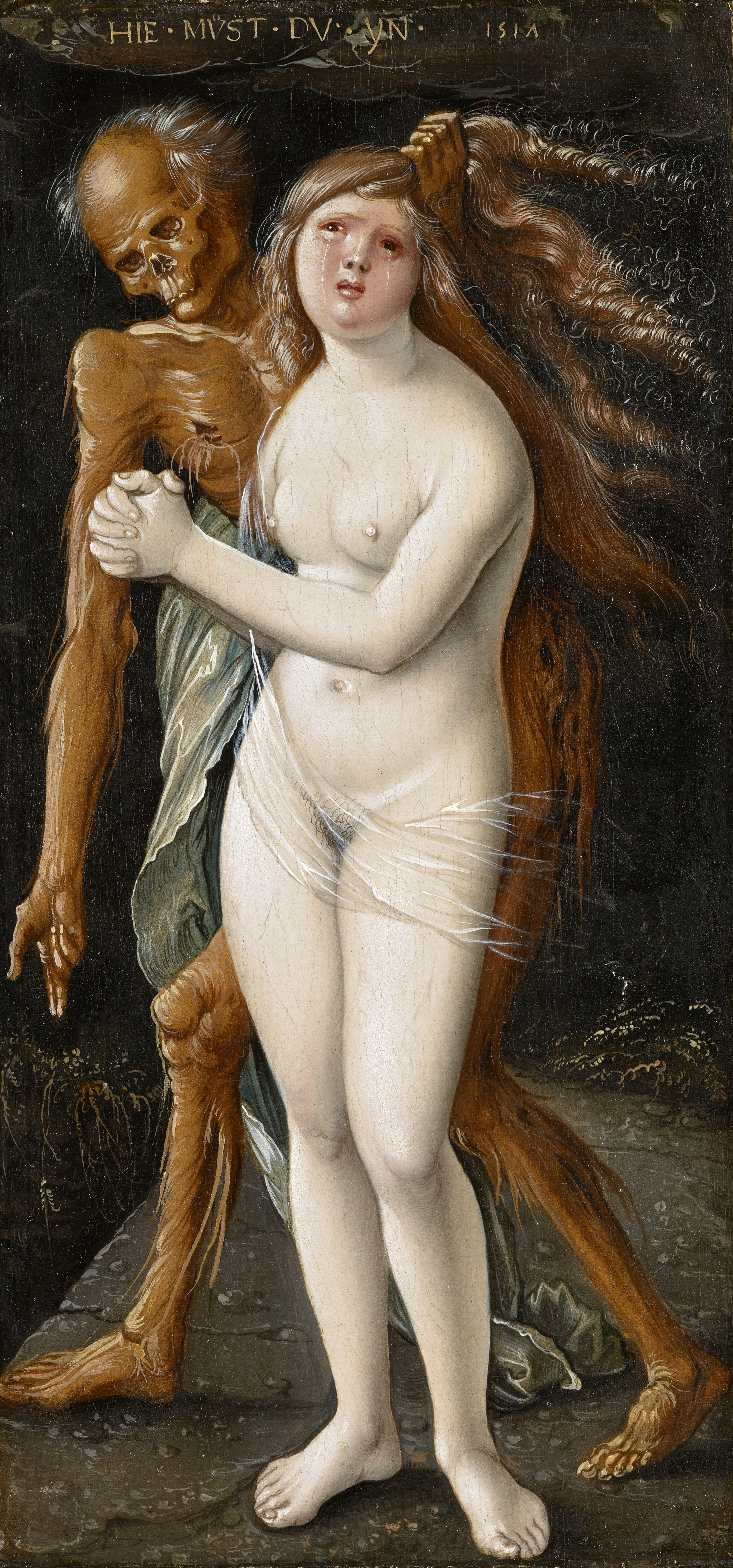
Hans Baldung Grien: Der Tod und das Mädchen, 1517

Egon Schiele: Tod und Mädchen, 1915, Belvedere, Wien

Der Tod und das Mädchen ist ein sowohl schauriges als auch erotisches Motiv, das seit dem 16. Jahrhundert in verschiedenen Kunstgattungen verarbeitet wurde, beispielsweise in der Malerei, der Literatur und der Musik, neuerdings auch im Film. Der personifizierte  Tod tritt als Verführer oder gar als Liebhaber einer jungen Frau auf.
Beispiele für die Verwendung sind (geordnet nach Entstehungsjahr):

## Malerei
- Der Tod und das Mädchen, Gemälde von Hans Baldung Grien (1517)
- Der Tod und das schlafende Weib, Kupferstich von Hans Sebald Beham (1548)
- Der Tod und das Mädchen, Gemälde von Adolf Hering (1900)
- Tod und Mädchen, Gemälde von Egon Schiele (1915)
- Tod und Mädchen, Zeichnung von Hans Geistreiter (um 1947)
- Das Mädchen und der Tod, Holzriss von Siegfried Otto-Hüttengrund (1980)
- Death and the Maiden, Gemälde von Nicole Eisenman (2009)

## Musik
- Der Tod und das Mädchen, Kunstlied in d-moll von Franz Schubert, D 531, auf den Text von Matthias Claudius, komponiert 1817.
- Der Tod und das Mädchen, Streichquartett Nr. 14 d-Moll D 810 von Franz Schubert (1824). Seinen Namen verdankt das Quartett dem Thema des zweiten Satzes, das aus dem von Schubert komponierten Kunstlied stammt. Das Streichquartett von Schubert wird in Martin Walsers Roman Brandung als eine Art Leitmotiv erwähnt. Eine moderne Interpretation (2007) des Themas von Franz Schubert stammt von dem Musikprojekt Bacio di Tosca.
- Im Liederzyklus Lieder und Tänze des Todes von Modest Mussorgski wird das Motiv im 2. Lied (Serenade) aufgegriffen (1875–1877)
- Elisabeth, Musical (1992)
- Das Mädchen und der Tod, Streichquartett von Siegfried Matthus[1] (1996)
- Das Mädchen & Der Tod, von Schandmaul (2006)
- Der Tod und das Mädchen, Darkwave-Album von Bacio di Tosca (2007)
- Der Tod und das Mädchen, von Vogelfrey (2012)
- Das Mädchen und der Tod, das Lied von Oonagh (2016)

## Theater
- Der Tod und das Mädchen, Theaterstück von Ariel Dorfman (1990)

## Film
- Der Tod und das Mädchen, Stummfilm (1916)
- Der Tod und das Mädchen (1994), Filmdrama von Roman Polanski (1994)
- Polizeiruf 110: Der Tod und das Mädchen, deutscher TV-Krimi (2009)
- Das Mädchen und der Tod, Filmdrama von Jos Stelling (2012)
- Das Mädchen und der Tod, Fernsehfilm aus der Kriminalreihe Der Kommissar und das Meer (2015)
- Egon Schiele: Tod und Mädchen, Spielfilm von Dieter Berner und Hilde Berger (2016)
- Der Tod und das Mädchen – Van Leeuwens dritter Fall (2017)
- Vienna Blood – Der Tod und das Mädchen, Fernsehfilm aus der Kriminalreihe Vienna Blood (2022)

## Forschungsliteratur
- Jean Wirth: La jeune fille et la mort. Recherches sur les thèmes macabres dans l’art germanique de la Renaissance (= Centre de Recherches d’Histoire et de Philologie et de la IVe Section de l’École Pratique des Hautes Études. Band 36). Genf 1979.
- Stefanie Knöll: Zur Entstehung des Motivs Der Tod und das Mädchen. In: Andrea von Hülsen-Esch, Hiltrud Westermann-Angerhausen (Hrsg.): Zum Sterben schön. Alter, Totentanz und Sterbekunst von 1500 bis heute. Schnell & Steiner, Regensburg 2006, Bd. 1, S. 65–72.
- Kathrin Baumstark: „Der Tod und das Mädchen“. Erotik, Sexualität und Sterben im deutschsprachigen Raum zwischen Spätmittelalter und Früher Neuzeit (= Religionen in der pluralen Welt. Band 15). LIT Verlag, Berlin/Münster 2015.